# Quillebeuf-sur-Seine
Quillebeuf-sur-Seine je naselje in občina v severnem francoskem departmaju Eure regije Zgornje Normandije. Naselje je leta 1999 imelo 1.011 prebivalcev.

## Geografija
Kraj leži v pokrajini Normandiji ob reki Seni, 55 km zahodno od Rouena.

## Uprava
Quillebeuf-sur-Seine je sedež istoimenskega kantona, v katerega so poleg njegove vključene še občine Aizier, Bouquelon, Bourneville, Marais-Vernier, Saint-Aubin-sur-Quillebeuf, Sainte-Croix-sur-Aizier, Sainte-Opportune-la-Mare, Saint-Ouen-des-Champs, Saint-Samson-de-la-Roque, Saint-Thurien, Tocqueville, Trouville-la-Haule in Vieux-Port s 5.248 prebivalci.
Kanton Quillebeuf-sur-Seine je sestavni del okrožja Bernay.